# Shaolin Kickers
Shaolin Kickers (Originaltitel: chinesisch 少林足球, Pinyin Shǎolín Zúqiú, Jyutping Siu3lam4 Zuk1kau4, kantonesisch Siu lam Juk kau, englisch Shaolin Soccer) ist eine Action-Filmkomödie aus Hongkong aus dem Jahr 2001. Regie führte Stephen Chow, der ebenfalls die Hauptrolle spielt. Mit diesem Film gelang ihm der internationale Durchbruch. In China entwickelte sich der Film bei Erscheinen zum dort erfolgreichsten Film aller Zeiten. Dieser Erfolg wurde nur später vom Nachfolgefilm Kung Fu Hustle, bei dem Stephen Chow ebenfalls Regie und Hauptrolle innehatte, übertroffen.
Für die Veröffentlichung auf dem US-amerikanischen Markt wurde von Miramax für eine angeblich bessere internationale Vermarktbarkeit eine internationale Version erstellt, auf der alle anderen westlichen Fassungen basieren. Diese von 113 auf 88 Minuten zusammengekürzte Fassung erhielt sowohl einen anderen Schnitt als auch teilweise andere Musik. Zudem wurden einige Handlungsstränge und Gewaltszenen entfernt oder stark gekürzt. Die ungekürzte Version erschien nur in Asien auf DVD und enthält zusätzlich englische Untertitel.

## Handlung
Der Film erzählt die Geschichte von Sing, einem ehemaligen Shaolin-Mönch und Meister des Kung Fu, der sich nun durchs Leben schlägt. Dieser lernt eines Tages den gealterten Fung kennen, der einst ein großer Fußballstar gewesen ist und aufgrund seiner Erfolge den Namen Goldenes Bein trug. Dieser wurde damals jedoch, nachdem er selbst überheblich und korrupt war, von seinem damaligen Mannschaftskameraden Hung hintergangen, der zudem seine Schergen beauftragte, Fungs Knie zu brechen, um seiner Karriere ein abruptes Ende zu bereiten.
Hung ist heute Trainer der erfolgreichen, aber finsteren Teufelsdrachen (im Original Evil Team), Fung hingegen kam nie wieder richtig auf die Beine. Nachdem Fung Sing kennengelernt hat, ist er ganz begeistert von Sings Fertigkeit, hat dieser doch einen ungemein festen Tritt (daher Bein aus Stahl) und überredet ihn, sein Kung Fu zum Fußballspielen einzusetzen und will ihn trainieren. Nicht nur Sing, auch seine fünf anderen Brüder waren mit ihm als Kinder in dem Shaolin-Kloster und wurden zu Kung Fu-Meistern. Als Sing versucht, diese ebenfalls zum Fußballspiel und der Gründung einer Mannschaft zu überreden, wiegeln diese allerdings ab.
Später, nachdem alle noch einmal in sich gegangen sind, kommt es doch zur Gründung der Mannschaft namens Kung Fußballer und diese beginnen mit dem Training. Hier zeigt sich jedoch, dass die ehemaligen Shaolin nicht nur kaum Ahnung vom Fußball selbst haben, sondern dass diese, Sing ausgenommen, in ihrem Kung Fu stark eingerostet sind. Nach einem harten Testspiel gegen einige Raufbolde, werden ihre Fähigkeiten und ihr Geist jedoch wieder aktiviert. Von nun an steigert sich die Mannschaft ständig und nimmt schließlich sogar am nationalen Turnier teil.
Nach meist mühelos errungenen Siegen stehen die Kung Fußballer im Endspiel den Teufelsdrachen gegenüber. Diese wurden durch Spritzen derart gedopt, dass sie nun sogar den Shaolin in ihren Fähigkeiten überlegen scheinen und sie regelrecht vorführen und mit ihrer harten Spielweise niedermachen. Nun droht auch noch der Spielabbruch, weil die Kung Fußballer durch die zahlreichen ausgefallenen Spieler bereits in rapider Unterzahl spielen. Fung kommt in Personalnot, da kein Ersatzspieler mehr zur Verfügung steht, der die Mindest-Spielerzahl erfüllen könnte. In diesem Moment erscheint die Bäckerin Amui, mit der sich Sing zuvor schon angefreundet hatte, und bietet an, den schwer verletzten Torwart zu ersetzen. Amui, die ebenfalls Shaolin Kung Fu beherrscht, bewirkt tatsächlich die Wende und der Sieg kann errungen werden. Letztlich wird Hung lebenslang wegen Dopings gesperrt, während das Kung Fu-Liebespärchen Sing und Amui im Land eine neue Kampfsportbegeisterung auslöst.

## Auszeichnungen
Der Film gewann bei den 21. Hong Kong Film Awards unter anderem in den Kategorien bester Film, beste Regie, bester Darsteller (Stephen Chow), bester Nebendarsteller (Wong Yat-Fei) und beste visuelle Effekte. Außerdem gewann er die Preise für den besten Film, den Besten Darsteller (Stephen Chow) und den besten Nebendarsteller (Wong Yat-Fei) bei den 7. Golden Bauhinia Awards.

## Sonstiges
- Der Film dient einerseits als amüsante Parodie auf das bekannte Wuxia-Genre und bedient sich andererseits offen an Elementen japanischer Fußball-Anime wie Captain Tsubasa und verwendet Bullet-Time-Effekte, rasante Kamerafahrten und Zeitlupe. So ist es im comichaft überzogenen Film völlig normal, meterhoch oder meterweit zu springen oder so fest zu schießen, dass der Ball einen Feuerschweif hinter sich herzieht.
- Sings vierter Bruder, der Torhüter der Mannschaft, dient in seinem Aussehen als Hommage an Bruce Lee.
- Zum Film entstanden später einige asiatische und amerikanische Comicadaptionen.
- Der deutsche Kinostart des Filmes war (mit wenigen Kopien) am 11. März 2004. Im deutschen Free-TV lief der Film erstmals am 28. Mai 2006 auf arte.

## Kritiken
- Laut Jürgen Armbruster von filmstarts.de ist der Film ein rasanter Genre-Mix, der an der Grenze zwischen Genialität und Wahnsinn wandelt, aber trotzdem für recht kurzweilige Unterhaltung zu sorgen weiß. Zudem wäre der Film ein klassischer Sportler-Film, in dem sich eine handvoll Außenseiter zusammenschließt, um ganz nach oben zu gelangen. Der Film sei zwar kitschig und unrealistisch, aber auch amüsant und technisch nahezu perfekt umgesetzt.[1] Das Lexikon des internationalen Films: „Mit viel Sinn für Slapstick inszenierter, artistisch und kameratechnisch furios komponierter Mix aus Martial-Arts-, Fußballfilm und sentimentalem Hongkong-Drama. Die gegenüber dem Original um gut 20 Minuten gekürzte internationale Fassung büßt viel an Charme und Logik ein.“[2]